# 阿特里
阿特里（義大利語：Atri），是意大利泰拉莫省的一个市镇。总面积91.44平方公里，人口11282人，人口密度123.4人/平方公里（2009年）。ISTAT代码为067004。